# 金沢市立長町中学校
金沢市立長町中学校（かなざわしりつながまちちゅうがっこう、英語: Kanazawa Municipal Nagamachi Junior High School）は、石川県金沢市長町1丁目にある公立中学校である。

## 概要
2023年に設立した中学校であり、金沢市立中央小学校の旧校舎を改修して開校した。当校開校により、中央小学校児童の進学先が、旧金沢市立小将町中学校（2023年3月末で閉校）、金沢市立高岡中学校、金沢市立紫錦台中学校の3校から当校1校に集約された。
この中学校には芳斎分校と呼ばれる特学分校（特別支援学級）がある。2024年に供用開始された芳斉分校の新校舎は、金沢市立中央小学校芳斎分校との一体型建物であり、校地全体が金沢市特別支援教育サポートセンター、金沢市芳斎公民館、金沢市立芳斎児童館との複合施設となっている。

## 沿革
- 2022年（令和4年）12月 - 校舎改修工事が竣工[4][11]。
- 2023年（令和5年）
  - 4月1日 - 金沢市立長町中学校開校。所在地：金沢市長町1丁目10番35号（現在地）。長町中学校芳斎分校を金沢市小将町1番15号（旧・小将町中学校校舎）に設置。
  - 4月6日 - 開校記念式典を挙行[12]。
- 2024年（令和6年）4月1日 - 長町中学校芳斎分校が金沢市芳斉2丁目3番8号に移転[13]。

## 学校行事
出典：
- 4月 - 始業式・入学式、生徒会歓迎式、修学旅行（3年）
- 5月 - 生徒総会、市春季大会
- 6月 - 加賀地区大会兼県体予選会
- 7月 - 観能教室（3年）、1学期終業式、サマースクール、職場体験
- 8月 - 2学期始業式
- 9月 - 進路講演会、市秋季新人大会、運動会
- 10月 - 避難訓練（地震）、文化祭
- 11月 - いしかわ教育ウィーク、小6見学会
- 12月 - 三者懇談（3年）、2学期終業式
- 1月 - 3学期始業式
- 2月 - 職業人と語る会（1年）
- 3月 - 公立入試、3学期終業式・卒業式

## 進学前小学校
主に以下の小学校の卒業生らが当校に進学する。
- 金沢市立中央小学校
- 金沢市立明成小学校

## 部活動
出典：

### 運動部
野球部、ソフトテニス部、バドミントン部、女子バスケットボール部、男子バスケットボール部、卓球部

### 文化部
吹奏楽部、科学部、美術部、家庭部

### その他
別の郊外チームに入っている場合は、無所属を選択できる。

## 交通
- JR西日本・IRいしかわ鉄道北陸本線金沢駅下車
  - 金沢ふらっとバス長町ルート 「長町中学校」バス停下車

## 所在地
- 本校 - 金沢市長町1丁目10番35号[5]
- 芳斎分校 - 金沢市芳斉2丁目3番8号[5]